# Poprawa współczynnika mocy
Poprawa współczynnika mocy (PFC, ang. Power Factor Correction) – zwiększanie współczynnika mocy do wartości możliwie bliskiej 1 w celu zmniejszenia strat mocy w liniach przesyłowych. Większość odbiorników energii elektrycznej (np. silniki asynchroniczne, transformatory) posiada charakter indukcyjny, co powoduje duże zapotrzebowanie na moc bierną, z której nie ma żadnego „pożytku”, a której przesyłanie powoduje zwiększenie natężenia prądu i w związku z tym niepotrzebne straty energii. Najprostszym sposobem kompensacji mocy biernej jest dołączenie baterii kondensatorów, równolegle do obciążenia.
Poprawa współczynnika mocy jest stosowana również w zasilaczach sieciowych, między innymi w zasilaczach komputerowych.

## Rodzaje układów PFC
Wyróżnia się dwa rodzaje układów PFC: aktywne i pasywne.
Układy aktywnego PFC (ang. Active PFC, APFC) – wyspecjalizowane obwody elektroniczne, które dostosowują się do obciążenia i do warunków w sieci elektrycznej, przez co są w stanie korygować przesunięcie fazowe w sposób wydajny, niezależnie od warunków pracy zasilacza. Zasilacze wyposażone w aktywny układ PFC osiągają współczynnik mocy z przedziału 0,90–0,99.
Układy pasywnego PFC (ang. Passive PFC, PPFC) są projektowane dla domyślnego, stałego obciążenia. Gdy zachodzi potrzeba kompensacji mocy biernej, to odpowiednie układy używane są w zależności od charakteru obciążenia. Jeśli obciążenie jest głównie indukcyjne (transformatory, silniki elektryczne) i w miarę stałe, to do kompensacji wykorzystuje się podłączone baterie kondensatorów. W przypadku obciążenia pojemnościowego użyte zostaną odpowiednio zaprojektowane cewki o dużej wartości indukcyjności. Ich skuteczność zmniejsza się w wypadku, gdy pobierana przez zasilane urządzenie moc podlega dynamicznym zmianom lub jej pobór znacząco różni się od przewidzianej dla zasilacza wartości domyślnej. Zasilacze z pasywnym układem PFC uzyskują współczynnik mocy w granicach 0,8–0,95.

## Znaczenie dla sieci elektroenergetycznych
Poprawę współczynnika mocy przeprowadza się również w sieciach elektroenergetycznych. W sieci obciążonej odbiornikami indukcyjnymi poprawę współczynnika mocy realizuje się instalując kompensacyjne baterie pojemnościowe. W przypadku, gdy sieć elektryczna obciążona jest odbiornikami o charakterze pojemnościowym (np. długie linie kablowe), do poprawy współczynnika mocy stosuje się dławiki kompensacyjne.
Obciążenie sieci mocą bierną może mieć charakter zmienny, stosuje się wówczas nadążne, wyposażone w regulator {\displaystyle \cos \varphi ,} baterie kondensatorowe lub dławikowe. Dławiki kompensacyjne występują w wykonaniu jednofazowym lub trójfazowym. W sieciach elektrycznych niskiego napięcia kompensację mocy biernej pojemnościowej realizuje się stosując najczęściej dławiki kompensacyjne z rdzeniami ferromagnetycznymi. W sieciach średniego napięcia do poprawy współczynnika mocy stosuje się również kompensacyjne cewki powietrzne dużej mocy.